# Берти, Роберт, 1-й герцог Анкастер и Кестевен
Ро́берт Бе́рти, 1-й ге́рцог Анка́стер и Кестевен (англ. Robert Bertie, 1st Duke of Ancaster and Kesteven; 20 октября 1660 — 26 июля 1723) — английский аристократ и государственный деятель, 1-й герцог Анкастер и Кестевен (1715—1723).

## Биография
Роберт Берти был старшим сыном Роберта Берти, 3-го графа Линдси и его второй жены Элизабет Уортон, дочери Филипа Уортона, 4-го барона Уортон. Его дед и прадед были участниками гражданской войны в Англии на стороне кавалеров.
В 1685 году Роберт Берти был назначен капитаном отряда кавалерии для подавления восстания герцога Монмута, племянника короля Якова II. В том же году он был принят в парламент Англии от Бостона (Линкольншир), членом которого оставался до 1690 года.
В 1688 году Берти поддержал восстание Томаса Осборна в пользу Вильгельма Оранского. После восшествия на английский престол Вильгельма III и его супруги Марии он был награждён, получив должность канцлера герцогства Ланкастерского.
В 1690 году Берти получил благодаря ускоренному приказу титул отца барона Уиллоуби де Эрзби и был возведён в пэрское достоинство. В 1701 году после смерти отца он унаследовал титул графа Линдси, а также его должности лорда великого камергера и лорд-лейтенанта Линкольншира.
В 1706 году Роберт Берти получил созданный для него титул маркиз Линдси.
В 1715 году Роберт Берти получил новый созданный для него титул герцог Анкастер и Кестевен, который был ему присвоен после восшествия на престол короля Георга I. Скончался 26 июля 1723 года в возрасте 62 лет, все его титулы и должности унаследовал второй сын Перегрин Берти.

## Семья
Первой супругой Роберта Берти была Мэри Винн, валлийская аристократка, которая была дочерью сэра Ричарда Винна, 4-го баронета. В браке было 5 детей: 2 сына и 3 дочери, которые умерли незамужними. Среди детей от этого брака известен:
- Перегрин Берти (29 апреля 1686 – 1 января 1742), наследник отца.

Второй супругой Роберта была Альбиния Фарингтон, дочь генерал-майора Уильяма Фарингтона из Чизлхерста и Теодозии Бетенсон. У супругов было 5 детей (4 сына и дочь), среди них были:
- Лорд Вер Берти[англ.] (ок. 1712 – 13 сентября 1768), член парламента;
- Роберт Берти[англ.] (14 ноября 1721 – 10 марта 1782), генерал-лейтенант.